# In-House-Vergabe
Eine In-House-Vergabe (bzw. Inhouse-Vergabe, In-House-Geschäft etc.) ist im Vergaberecht die Vergabe eines öffentlichen Auftrages ohne öffentliche Ausschreibung an einen dem Staat zugehörigen Auftragnehmer. Sie erfolgt durch einen öffentlichen Auftraggeber an einen Lieferanten, der entweder dem Auftraggeber selbst angehört (z. B. als rechtlich unselbstständige Dienststelle), oder der zwar rechtlich selbstständig ist, aber von dem öffentlichen Auftraggeber beherrscht wird und im Wesentlichen nur für ihn arbeitet. Im letzteren, praktisch bedeutsameren Fall spricht man auch von einer Quasi-In-House-Vergabe.
Zu den In-House-Vergaben gehören beispielsweise die Vergabe von Aufträgen oder Konzessionen einer kommunalen Gebietskörperschaft an eine rein kommunal beherrschte organisationsprivatisierte Gesellschaft, ein Kommunalunternehmen oder einen rein kommunalen Zweckverband. Das Institut der In-House-Vergabe ist vor allem von praktischer Bedeutung, weil es erlaubt, dass sich öffentliche Auftraggeber zur gemeinsamen Erfüllung einer öffentlichen Aufgabe durch eine von ihnen getragene Gesellschaft zusammenschließen, und dieser Gesellschaft ohne eine Ausschreibung Aufträge erteilen können.
Die Bezeichnung in-house ‚im Haus‘ rührt daher, dass solche Aufträge innerhalb der Rechtssphäre des Staates vergeben werden und daher nicht den wirtschaftlichen Wettbewerb unter Privaten berühren.

## Europäisches Recht
Die Richtlinie 2014/24/EU des Europäischen Parlaments und des Rats vom 26. Februar 2014, veröffentlicht im Amtsblatt der Europäischen Union vom 28. März 2014, regelt in Art. 12 den Sachverhalt Öffentliche Aufträge zwischen Einrichtungen des öffentlichen Sektors. U. a. wird das Wesentlichkeitskriterium geändert: Tätigkeiten für Dritte müssen unter 20 % der Tätigkeiten der kontrollierten juristischen Person ausmachen (Abs. 1). Ferner wird erstmals die umgekehrte In-House-Situation geregelt: Die kontrollierende juristische Person führt Aufgaben für die kontrollierte juristische Person durch (Abs. 2). Die Vergaberichtlinie wurde zum 18. April 2016 in nationales Recht umgesetzt. Dabei wurde die In-House-Vergabe in § 108 GWB geregelt.

## Deutschland
Die Übertragung einer öffentlichen Aufgabe im Wege einer In-House-Vergabe fällt nicht unter die vergaberechtlichen Regelungen des Gesetzes gegen Wettbewerbsbeschränkungen (GWB) und der Vergabeverordnung und kann daher freihändig ohne Ausschreibung erfolgen. Die freihändige Vergabe von Dienstleistungskonzessionen, die im Normalfall ohnehin schon nicht unter das Vergaberecht des GWB fällt, stellt als In-House-Vergabe auch keinen Verstoß gegen die allgemeinen Diskriminierungsverbote und Transparenzanforderungen des europäischen Primärrechts dar.
An eine In-House-Vergabe sind folgende Voraussetzungen geknüpft:
- Die auftragübernehmende Gesellschaft muss wie eine eigene Dienststelle beherrscht werden (können).
  - An dieser Gesellschaft darf kein privatwirtschaftlicher Anteilseigner beteiligt sein, jedoch z. B. mehrere Kommunen. Damit ist auch eine vergaberechtsfreie interkommunale Zusammenarbeit möglich. Auch hier werden in der Rechtsprechung vom Europäischen Gerichtshof (EuGH) enge Grenzen gesetzt.
  - Nach dem Urteil des Bundesgerichtshofs (BGH) vom 3. Juli 2008 (Az.: I ZR 145/05) erfüllt eine Aktiengesellschaft diese Voraussetzung auch dann nicht, wenn die Anteile zu 100 % der öffentlichen Hand gehören, weil die Mitgliederversammlung dem Vorstand „weder übergeordnet noch weisungsberechtigt“ ist. Nach der aktuellen Rechtsprechung des Europäischen Gerichtshofs (EuGH, NVwZ 2009, 1421 – Ponte Nossa) kann nunmehr auch eine Aktiengesellschaft Partei einer In-House-Vergabe sein. Entscheidend ist, dass der öffentliche Auftraggeber auf die strategischen Ziele und wichtigen Entscheidungen der Gesellschaft ausschlaggebenden Einfluss hat.
  - Hingegen bietet die Organisationsstruktur einer Gesellschaft mit beschränkter Haftung nach der Rechtsprechung des BGH vom 12. Juni 2001 (Az.: X ZB 10/01) umfassende Einfluss- und Steuerungsmöglichkeiten, sodass eine Beherrschung wie bei einer eigenen Dienststelle bei einer GmbH in der Regel anzunehmen ist.
- Die Tätigkeit des Auftragnehmers erfolgt im Wesentlichen für den bzw. die öffentlichen Auftraggeber. Andere Tätigkeiten dürfen nur eine untergeordnete Bedeutung haben. Als nicht untergeordnet befand das OLG Celle mit dem Urteil vom 14. September 2006 (Az.: 13 Verg 2/06), dass der Gesellschaftervertrag eines kommunalen Unternehmens explizit die Möglichkeit vorsah, Verträge mit Nicht-Gesellschaftern abzuschließen und dass der Umsatz durch Geschäfte mit Dritten in drei Jahren etwa 7,5 % ausmachte. Der EuGH hat am 19. April 2007 im Urteil in der Rechtssache Asemfo (C-295/05) die Schwelle auf 10 % erhöht.
- Es gelten einige allgemeine Vergabe-Regeln der EU. Hierzu gehören das Diskriminierungsverbot, der Gleichbehandlungsgrundsatz und weitere Grundzüge des Vergabeverfahrens.
- Unerheblich ist jedoch
  - wer das Entgelt erbringt (der öffentliche Auftraggeber oder Dritte als Nutzer von Dienstleistungen) und
  - in welchem Gebiet die Tätigkeit ausgeübt wird.

Besonders oft kommen In-House-Vergaben im ÖPNV vor, da vielfach die Betreibergesellschaften Nachfolger der ehemaligen Stadtwerke sind, die heute in Form einer GmbH geführt werden, deren Gesellschafteranteile aber meist noch im alleinigen kommunalen Besitz sind.

## Schweiz
Im Vergaberecht der Schweiz war die In-House-Vergabe bis 2020 nicht geregelt. Die Lehre sprach sich für die Anwendung der Rechtsprechung des Europäischen Gerichtshofes aus.
Die 2020 beschlossene Totalrevision des Bundesgesetzes über das öffentliche Beschaffungswesen (BöB) und des entsprechenden Konkordats der Kantone (IVöB) verankerte diese Praxis im Gesetz:

„Dieses Gesetz findet zudem keine Anwendung auf die Beschaffung von Leistungen: […]
d. bei Anbieterinnen, über die die Auftraggeberin eine Kontrolle ausübt, die der Kontrolle über ihre eigenen Dienststellen entspricht, soweit diese Unternehmen ihre Leistungen im Wesentlichen für die Auftraggeberin erbringen.“